# Emmanuel Rutz
Emmanuel Rutz OSB (* als Elmar Rutz am 9. August 1972 in Wolfertswil, Kanton St. Gallen) ist ein Schweizer Missionsbenediktiner und Abt von St. Otmarsberg.

## Leben
Elmar Rutz stammte aus der Ehe der Bauernfamilie Franz und Hedi Rutz aus Wolfertswil. Er hat fünf Brüder und zwei Schwestern. Zunächst erlernte er den Beruf des Käsers, machte die Meisterprüfung und leitete eine Käserei in Bütschwil.
Er trat im Jahr 2000 der Ordensgemeinschaft der Benediktiner bei. Am 19. März 2002 legte er die Profess ab, wo er den Ordensnamen Emmanuel annahm. Am 21. August 2005 legte er die Ewigen Gelübde ab und studierte Theologie am Spätberufenenseminar St. Lambert auf Burg Lantershofen bei Bad Neuenahr-Ahrweiler. In England absolvierte er eine Sprachausbildung. Rutz empfing am 28. Juni 2008 die Priesterweihe durch Markus Büchel, Bischof von St. Gallen. Am 6. Juli 2008 feierte er in der Bruder-Klaus-Kirche in Wolfertswil die Heimatprimiz.
2010 wurde er Subprior, Novizenmeister und Archivar. Zudem hatte er das Amt des Seelsorger des Marienwallfahrtsort Maria Bildstein inne. Er war Spiritual bei Lourdeswallfahrten und ist Redaktor der Pilgerzeitschrift AVE. Er ist Präses der Krankenpflegevereinigung.
Am 9. März 2013 wählten ihn die Missionsbenediktiner in St. Otmarsberg in Uznach, der jüngsten Abtei der Schweiz, unter dem Vorsitz von Abtpräses Jeremias Schröder zum dritten Abt des Klosters. Die Wahl erfolgte auf unbestimmte Zeit. Er folgte in diesem Amt auf Marian Eleganti rsp. Adelrich Staub, dem Prior-Administrator seit 2010. Die Benediktion erhielt er durch Bischof Markus Büchel am 12. Mai 2013 in St. Otmarsberg. Sein Abtsmotto ist «Gemeinsam in der Schule Christi».